# Џон К. Мадер
Џон Кромвел Мадер (енгл. John Cromwell Mather; Роанок, 7. август 1946) је амерички астрофизичар, који је 2006. године, заједно са Џорџом Смутом, добио Нобелову награду за физику „за откриће анизотропских особина и особина зрачења црног тела код космичког микроталасног позадинског зрачења”.